# Supremo Concílio da Igreja Presbiteriana do Brasil
Supremo Concílio, antiga Assembleia Geral, é o concílio que atua como órgão máximo da Igreja Presbiteriana do Brasil e exerce sua jurisdição sobre todo o território nacional, além de ser a última instância para tratar determinadas questões internas. Periodicamente o Supremo Concílio reúne todos os presbíteros da IPB (quer sejam docentes, também chamados de pastores, quer sejam regentes, chamados apenas como presbíteros, estando tanto os regentes, quanto os docentes em mesmo grau hierárquico) a fim de que dentre eles sejam eleitos o Presidente, o Vice-Presidente, o Secretário Executivo, os Primeiro, Segundo, Terceiro e Quarto Secretários e o Tesoureiro, que comporão a Mesa do Supremo Concílio.

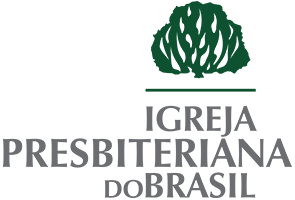

A Igreja Presbiteriana do Brasil constitui-se de igrejas a ela federadas, cujos membros adotam suas doutrinas e símbolos de fé, dos quais destacam-se a Confissão de Fé de Westminster, Catecismo Maior de Westminster e o Breve Catecismo de Westminster. Seus membros reúnem-se em templos locais, quais sejam: Igrejas (organizadas e autônomas) ou Congregações (sob os cuidados de uma ou mais Igreja(s)). Cada Igreja federada elege seu pastor titular, que será um presbítero docente, além dos presbíteros regentes que administrarão a Igreja. Um conjunto de Igrejas poderá formar um Presbitério, que deliberará acerca de questões locais. Um conjunto de Presbitérios poderá formar um Sínodo, que deliberará acerca de questões regionais, além de servir como segunda instância. O Supremo Concílio, portanto, abrange todos estes e serve como a União de toda a Federação Presbiteriana do Brasil. A denominação, portanto, é regida por concílios individuais ou federal, este último pelo Supremo Concílio, que seria uma espécie de "União" das igrejas federadas, bem como dos sínodos e presbíteros também federados.
Dentre seus primeiros presidentes, muitos eram missionários estadunidenses que vieram ao Brasil para cultivar o trabalho plantado pelo Rev. Ashbel Green Simonton em 12 de agosto de 1859.

## Mesa do Supremo Concílio

### (2022-2026)
Em 2022, no segundo dia da 40ª Reunião do Supremo Concílio, que aconteceu em Cuiabá entre 24 e 31 de julho, foi eleita para liderança os seguintes presbíteros:
| Nome                              | Cargo                    |
| --------------------------------- | ------------------------ |
| Rev. Roberto Brasileiro           | Presidente               |
| Rev. Marco Antônio Serjo da Costa | Vice-Presidente          |
| Presb. George Santos de Almeida   | 1º Secretário temporário |
| Rev. José Romeu da Silva          | 2º Secretário temporário |
| Presb. Marco Aurélio Ribeiro      | 3º Secretário temporário |
| Rev. Carlos Eduardo Aranha Neto   | 4º Secretário temporário |

### (2018-2022)
Como resultado da 39ª Reunião do Supremo Concílio, que aconteceu em Águas de Lindóia, entre 22 e 29 de julho de 2018, a então liderança da Igreja Presbiteriana do Brasil foi a seguinte:
| Nome                                | Cargo                |
| ----------------------------------- | -------------------- |
| Rev. Roberto Brasileiro             | Presidente           |
| Rev. Augustus Nicodemus Lopes       | Vice-Presidente      |
| Rev. Juarez Marcondes Filho         | Secretário Executivo |
| Rev. José Romeu da Silva            | Primeiro Secretário  |
| Presb. Jairo de Souza Cruz          | Segundo Secretário   |
| Presb. Marco Aurélio Ribeiro        | Terceiro Secretário  |
| Presb. George Santos Almeida        | Quarto Secretário    |
| Presb. José Alfredo Marques Almeida | Tesoureiro           |

## História
Segundo Matos, o primeiro líder foi, obviamente o Rev. Ashbel Green Simonton, fundador da Igreja Presbiteriana do Brasil em 12 de agosto de 1859. Com a organização das Igrejas Presbiterianas do Rio de Janeiro, de São Paulo e de Brotas, o primeiro Presbitério foi fundado, o Presbitério do Rio de Janeiro, vinculado ao Sínodo de Baltimore, nos Estados Unidos da América.
Somente em 14 de abril de 1887, mais de vinte anos depois, um novo Presbitério foi fundado, o Presbitério de Campinas e Oeste de Minas. No ano seguinte, em 17 de agosto de 1888, surge o Presbitério de Pernambuco. Ambos estavam ligados à Igreja do Sul dos Estados Unidos (hoje Igreja Presbiteriana nos Estados Unidos). Em 6 de setembro de 1888 os três Presbitérios formam o Sínodo da Igreja Presbiteriana do Brasil, um concílio autônomo. Contava com vinte missionários, doze pastores e mais de cinquenta igrejas federadas.
Em 1907, o Sínodo dissolveu-se, após sua própria aprovação, para tornar-se em dois Sínodos: Sínodo do Norte (Salvador) e Sínodo do Sul (Campinas), que somente se reuniram em janeiro de 1909. No ano seguinte, em 7 de janeiro de 1910, foi instalada a Assembleia Geral no templo da Igreja Presbiteriana do Rio de Janeiro, que tinha como pastor titular o Rev. Álvaro Emygdio Gonçalves dos Reis, que foi seu presidente daquele ano até 1912. A Igreja Presbiteriana do Brasil, naquela época, possuía mais de dez mil membros comungantes, quase igual número de não-comungantes, sete Presbitérios e mais de cento e cinquenta igrejas federadas.
Ainda segundo relato do Rev. Alderi Matos, historiador oficial da IPB, "a Assembléia Geral de 1936, reunida em Caxambu, Minas Gerais, convocou uma Assembléia Constituinte, que reuniu-se em dezembro do ano seguinte, no Rio de Janeiro. Essa Assembléia aprovou uma nova Constituição para a igreja, pela qual a Assembléia Geral passou a denominar-se Supremo Concílio".
Atualmente o Presidente do Supremo Concílio é eleito para um mandato de quatro anos, podendo ser reeleito, sem limites para a quantidade de reeleições possíveis.

## Constituição da Igreja Presbiteriana do Brasil
A Constituição da Igreja Presbiteriana do Brasil foi editada pelo Supremo Concílio e entrou em vigor aos 31 de outubro de 1950. Ela contém todas as diretrizes acerca da organização interna da Igreja Presbiteriana do Brasil, tratando do Conselho da Igreja (de caráter local, na igreja federada à IPB), de Presbitério, Sínodo e do próprio Supremo Concílio. Trata acerca dos direitos e deveres de membros comungantes, membros não-comungantes, diáconos, presbíteros regentes e presbítero docente, bem como disciplinas e recursos internos, além das instâncias superiores em que poderá recorrer aquele que de recurso necessitar.

## Lista de Moderadores e Presidentes

### Presbitério do Rio de Janeiro (1865-1887)

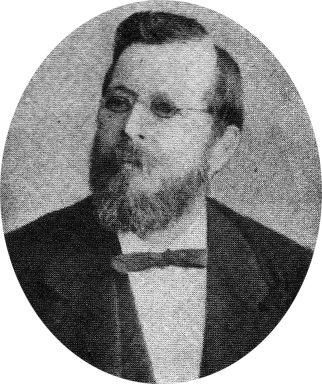
Reverendo Alexander Latimer Blackford, primeiro presidente do Presbitério do Rio de Janeiro e do Sínodo do Brasil

| Nome                                         | Mandatos  |
| -------------------------------------------- | --------- |
| Rev. Alexander Latimer Blackford             | 1865-1868 |
| Rev. Francis Joseph Christopher Schneider    | 1969-1870 |
| Rev. Robert Lenington                        | 1870-1872 |
| Rev. Francis Joseph Christopher Schneider    | 1872-1973 |
| Rev. George Whitehill Chamberlain            | 1873-1875 |
| Rev. Modesto Perestrelo Barros de Carvalhosa | 1875-1976 |
| Rev. Robert Lenington                        | 1876-1877 |
| Rev. George Whitehill Chamberlain            | 1877-1878 |
| Rev. Miguel Gonçalves Torres                 | 1878-1879 |
| Rev. John Beatty Howell                      | 1879-1880 |
| Rev. João Fernandes Dagama                   | 1880-1881 |
| Rev. Antônio Bandeira Trajano                | 1881-1882 |
| Rev. Antônio Pedro de Cerqueira Leite        | 1882-1883 |
| Rev. Modesto Perestrelo Barros de Carvalhosa | 1883-1884 |
| Rev. Alexander Latimer Blackford             | 1884-1885 |
| Rev. Eduardo Carlos Pereira                  | 1885-1886 |
| Rev. José Zacarias de Miranda e Silva        | 1886-1887 |
| Rev. Miguel Gonçalves Torres                 | 1887-1888 |

### Sínodo do Brasil (1888-1910)
| Nome                                         | Mandatos  |
| -------------------------------------------- | --------- |
| Rev. Alexander Latimer Blackford             | 1888-1891 |
| Rev. Miguel Gonçalves Torres                 | 1891-1894 |
| Rev. Antônio Bandeira Trajano                | 1894-1896 |
| Rev. John Merrill Kyle                       | 1897-1900 |
| Rev. Samuel Rhea Gammon                      | 1900-1903 |
| Rev. João Ribeiro de Carvalho Braga          | 1903-1906 |
| Rev. Modesto Perestrelo Barros de Carvalhosa | 1906-1910 |

### Assembleia Geral (1910-1942)
| Nome                                    | Mandatos  |
| --------------------------------------- | --------- |
| Rev. Álvaro Emygdio Gonçalves dos Reis  | 1910-1912 |
| Rev. Roberto Frederico Lenington        | 1912-1915 |
| Rev. John Rockwell Smith                | 1915-1916 |
| Rev. Horace Selden Allyn                | 1916-1917 |
| Rev. Mattathias Gomes dos Santos (vice) | 1917-1918 |
| Rev. Constâncio Homero Omegna           | 1918-1920 |
| Rev. Álvaro Emygdio Gonçalves dos Reis  | 1920-1922 |
| Rev. Alva Hardie                        | 1922-1924 |
| Rev. Erasmo de Carvalho Braga           | 1924-1926 |
| Rev. Mattathias Gomes dos Santos        | 1926-1928 |
| Rev. José Carlos Nogueira               | 1928-1930 |
| Rev. Coriolano Dias de Assunção         | 1930-1932 |
| Rev. Miguel Rizzo Júnior                | 1932-1934 |
| Rev. Cícero Siqueira                    | 1934-1936 |
| Rev. Galdino Moreira                    | 1936-1942 |

### Supremo Concílio (1937- até hoje)
| Nome                               | Mandatos                                                              |
| ---------------------------------- | --------------------------------------------------------------------- |
| Rev. Guilherme Kerr                | 1937-1942                                                             |
| Rev. José Carlos Nogueira          | 1942-1946                                                             |
| Rev. Natanael Cortez               | 1946-1950                                                             |
| Rev. Benjamim Moraes Filho         | 1950-1954                                                             |
| Rev. José Borges dos Santos Junior | 1954-1958 e 1958-1962                                                 |
| Rev. Amantino Adorno Vassão        | 1962-1966                                                             |
| Rev. Boanerges Ribeiro             | 1966-1970, 1970-1974 e 1974-1978                                      |
| Presb. Paulo Breda Filho           | 1978-1982 e 1982-1986                                                 |
| Rev. Edésio de Oliveira Chéquer    | 1986-1990 e 1990-1992                                                 |
| Rev. Wilson de Souza Lopes         | 1992-1994                                                             |
| Rev. Guilhermino da Silva Cunha    | 1994-1998 e 1998-2002                                                 |
| Rev. Roberto Brasileiro            | 2002-2006, 2006-2010, 2010-2014, 2014-2018, 2018-2022 e 2022-presente |

## 40ª Reunião do Supremo Concílio (Cuiabá/MT)
A 40ª Reunião do Supremo Concílio da Igreja Presbiteriana do Brasil (SC/IPB) ocorreu entre os dias 24 e 31 de julho de 2022, na sede da Igreja Presbiteriana de Cuiabá, sendo tratados diversos assuntos, dos quais destacaram-se marxismo e ordenação feminina, além de ter sido eleita, para o mandato de 2022/2026, a mesa diretora.
Mesa Diretora:
- Presidência: Rev. Roberto Brasileiro (reeleito);
- Vice-presidência: Rev. Marcos Antonio Serjo da Costa;

Secretários temporários:
- 1° Secretário: Presb. George Santos de Almeida;
- 2° Secretário: Rev. José Romeu da Silva;
- 3° Secretário: Presb. Marco Aurélio Ribeiro;
- 4° Secretário: Rev. Carlos Eduardo Aranha Neto.

Além disso,  foram tratados diversos temas, dos quais, o que ganhou repercussão na mídia brasileira foi a proposta para que fosse declarada a incompatibilidade da fé presbiteriana com ideologias marxistas. Tal proposta foi rejeitada pelo Supremo Concílio, que decidiu pela liberdade dos membros na escolha de ideologias políticas, recomendando-os que o façam conforme a fé e a consciência cristãs,  pautados na Bíblia Sagrada.
Também foi vetada a ordenação feminina, sendo mantido o posicionamento original adotado pela denominação. Ademais, tratou-se também do relacionamento da Igreja Presbiteriana do Brasil com outras denominações, como a Congregação Cristã no Brasil, sendo decidido que a IPB não vê a CCB como uma igreja genuinamente evangélica.